# Ciudad bendita
Ciudad bendita é uma telenovela venezuelana produzida e exibida pela Venevisión entre 25 de julho de 2006 e 25 de abril de 2007.
Foi protagonizada por Marisa Román e Roque Valero e antagonizada por Juan Carlos García.

## Sinopse
A cidade abençoada é uma história de amor que ocorre no barulho de um grande mercado popular, uma história de amor entre dois vendedores ambulantes, dois perdedores, duas pessoas do grupo, como anônimo como qualquer outro.
Ela, Sra. Sanchez, tem um detalhe que mancha sua beleza: ela é coxa. Ele, Juan Lobo, por sua vez, é um Antigalán de nascimento, um homem cuja única virtude parece ser música . Mas o único obstáculo entre o amor de João e Bendita é ela mesma.
Parece que Bendita Sánchez ama outro: Yúnior Mercado, um metrosexual de galanteria extrema que seduz tantas mulheres quanto ele deseja. E ainda que Juan Lobo faça cem canções e quinhentos malabarismos para conquistá-la, ela só o aceita como melhor amigo que já conheceu. Esta é, portanto, a história de um amor teimoso e desfavorecido. Um amor com um gol contra.
A cidade abençoada é a grande homenagem ao amor não correspondido. É também a história de um país, de um povo, de uma comunidade inteira que vive do alto, de um punhado de sobreviventes que sonham em aprender a chave para a felicidade nas ruas obscuras de uma cidade latino-americana.

## Elenco
- Marisa Román - Bendita Sánchez
- Roque Valero - Juan Lobo
- Juan Carlos García - Yúnior Mercado
- Alba Roversi - María Gabriela "Maga"
- Gledys Ibarra - Mercedes Zuleta "La Diabla"
- Nohely Arteaga - Magaly de Mercado "Doble M"
- Yanis Chimaras - Guaicaipuro "Puro" Mercado
- Beatriz Valdés - Trina de Palacios
- Caridad Canelón - Peregrina de Lobo
- Henry Soto - Enrique "Kike" Palacios
- Carlos Cruz - Baldomero Sánchez
- Carlos Montilla - Darwin Manuel "El pana Darwin"
- Haydée Balza - Yajaira
- Carlota Sosa - Julia Barrios de Venturini
- Lourdes Valera - Francisca "Ñinguita" / "Burusa"
- Luis Gerónimo Abreu - Jorge Venturini "Grillo"
- Milena Santander - Prudencia Barrios
- Guillermo Dávila - Macario
- Denise Novell - Frida
- Manuel Salazar - Rotundo Quiñónes
- Daniela Bascopé - Fedora Palacios
- Elaiza Gil - Mi Alma
- Ana María Simon - Mediática
- Andreína Yépez - Zulay Montiel "Barranco"
- Alejandro Corona - Etcétera
- Jessica Grau - Marugenia Torrealba "Maru"
- Iván Romero - Kenny G
- María Cristina Lozada - Consuelo
- Carlos Villamizar - Robinson Sánchez
- Freddy Galavis - Ismael Lobo
- Mirtha Borges - Bertha / Jacinta
- Pedro Durán - Cafecito
- Humberto García - Fausto
- Jean Paul Leroux - Jerry Colón
- Anastasia Mazzone - Kimberly Mercado "Ojos Grises"
- Laureano Olivares - Julio Augusto Sánchez "Cachete"
- Susej Vera - Valentina
- Josemith Bermúdez - Tiki
- Antonio Delli - Gonzalo Venturini
- Erika Pacheco - Vera
- Adriana Romero - Yamilé
- Paula Woyzechowsky - Rosita
- Eva Blanco - Greta
- Simón Rojas - Cheo
- Deive Garcés - Ricardo
- Martín Lantigua - Tobias
- Danayzet Faure - Rosalba
- Alex Castillo - Niño de la calle
- Jean Carlos López Yánez - Chencho